# Mormoops
Mormoops es un género de murciélagos que pertenecen a la familia Mormoopidae. Agrupa a 3 especies nativas de América.

## Especies
Se reconocen las siguientes especies y subespecies:
- Mormoops blainvillei
- Mormoops magna
- Mormoops megalophylla
  - Mormoops megalophylla carteri
  - Mormoops megalophylla intermedia
  - Mormoops megalophylla megalophylla
  - Mormoops megalophylla tumidiceps